# Glozel

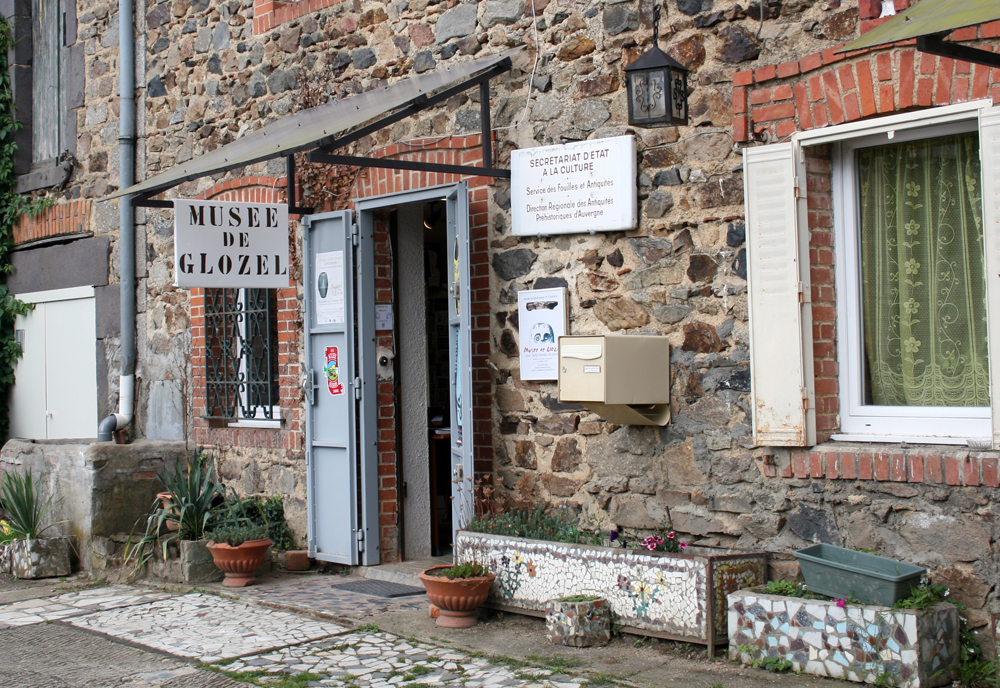
Museum im Jahr 2008

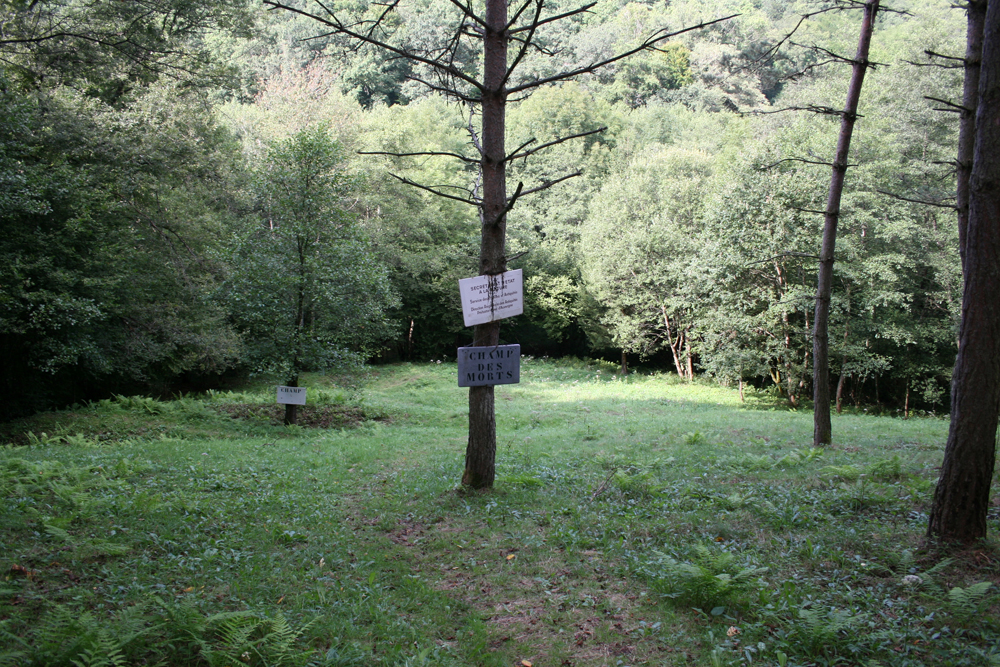
Fundstelle

Glozel ist ein Weiler in der Gemeinde Ferrières-sur-Sichon im Département Allier, in der Auvergne in Zentralfrankreich. Glozel liegt etwa 17 Kilometer von Vichy entfernt.
Am bekanntesten ist Glozel als archäologische Fundstelle, an der zwischen 1924 und 1930 über 3000 Artefakte entdeckt wurden, einschließlich Tontafeln, Skulpturen und Vasen, von denen einige mit Symbolen und Buchstaben beschrieben sind. Die Funde wurden sehr verschieden datiert, als neolithisch, steinzeitlich oder mittelalterlich eingeschätzt und waren lange Zeit Gegenstand hitziger Debatten unter französischen Archäologen.

## Artefakte von Glozel

### Entdeckung und Ausgrabung

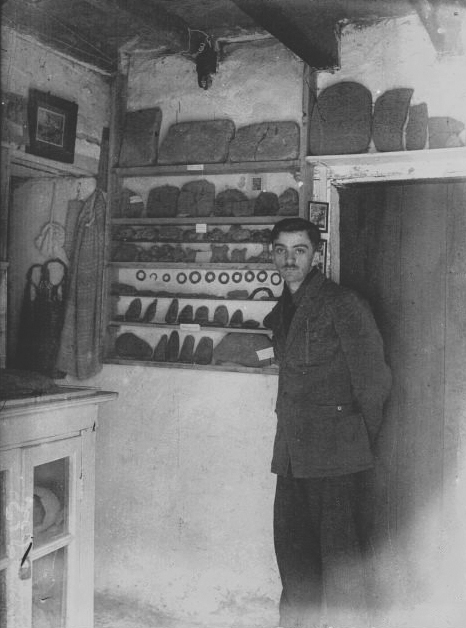
Émile Fradin in seinem Museum

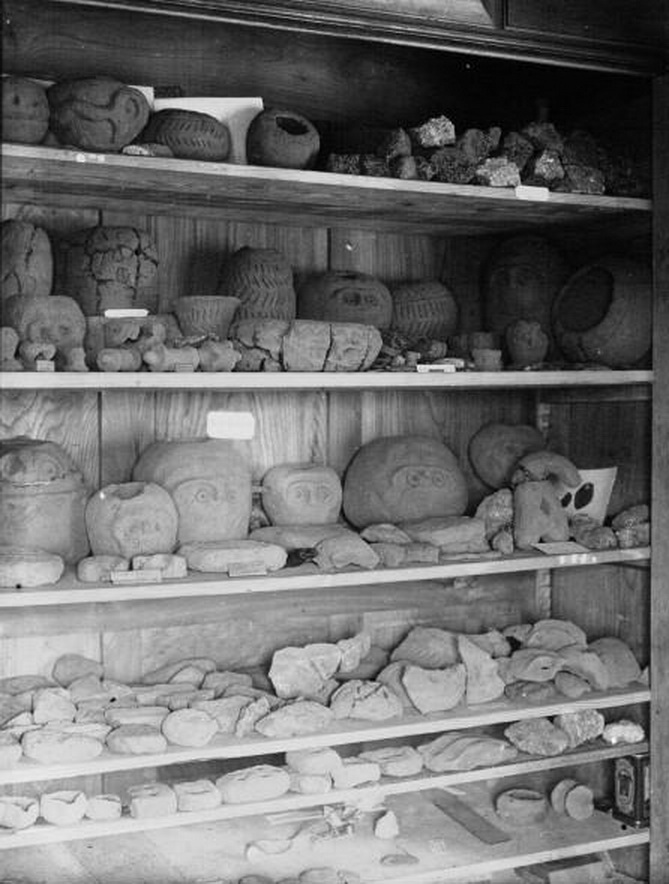
Vitrinen

Entdeckt wurden die Artefakte am 1. März 1924 durch den 17-jährigen Émile Fradin (* 8. August 1906, † 10. Februar 2010 im Alter von 103 Jahren) und dessen Großvater Claude Fradin. Während sie mit einem Rinderpflug ihr Feld pflügten, blieb die Kuh in einem Loch hängen. Beim Befreien der Kuh entdeckten die Fradins eine unterirdisch liegende Kammer. Diese hatte Wände aus Tonziegeln und 16 tönernen Bodenfliesen und enthielt menschliche Knochen sowie Keramikfragmente.
Adrienne Picandet, eine ortsansässige Lehrerin, besuchte die Farm der Fradins im selben März und setzte daraufhin den Bildungsminister von der Entdeckung in Kenntnis. Ein anderer Lehrer, Benoit Clément, wurde am 9. Juli von der Société d'Émulation du Bourbonnais geschickt, um einen ersten Augenschein zu gewinnen. Er kehrte später mit einem Mann namens Viple zurück, mit dem zusammen er die restlichen Wände der Kammer abtrug und zur weiteren Analyse mitnahm. Später schrieb Viple einen Brief an Émile Fradin, in dem er die Fundstelle als gallo-römisch bezeichnete und die Datierung auf 100–400 n. Chr. eingrenzte.
In der Januarausgabe des Bulletin de la Société d'Émulation du Bourbonnais wurden die Funde erwähnt, woraufhin sich der Hobbyarchäologe und in Vichy ansässige Arzt Antonin Morlet dafür zu interessieren begann. Morlet besuchte den Hof am 26. April und bot den Fradins 200 Francs für die Grabungsrechte. Die Ausgrabung begann am 24. Mai 1925, man entdeckte Tontafeln, Statuetten, Knochen, Feuersteine sowie Steine mit Gravuren. Morlet schrieb unter der Coautorschaft von Émile Fradin einen Bericht mit dem Titel Nouvelle Station Néolithique, in dem er die Fundstelle als neolithisch bezeichnete. Der Bericht wurde im September 1925 veröffentlicht.
Zwei weitere Gräber wurden 1927 entdeckt. Daraufhin wurden im April 1928 weitere Ausgrabungen vorgenommen. Nach 1941 verbot ein neues Gesetz private Ausgrabungen und die Fundstelle wurde bis 1983 nicht mehr angerührt. Dann wurde sie durch das Kulturministerium wieder eröffnet. Ein vollständiger wissenschaftlicher Bericht wurde bis heute nicht publiziert, doch eine 13-seitige Zusammenfassung der bisherigen Funde und Ergebnisse erschien 1995. Die Autoren dieser Zusammenfassung schätzen die Funde insgesamt als mittelalterlich ein (Grobdatierung zw. 500 und 1500 n. Chr.), wobei sie annehmen, dass möglicherweise auch Fälschungen, sowie Objekte früherer Perioden darunter sein könnten.
Seit 1999 wird ein von René Germain organisiertes, jährliches Kolloquium über Glozel in Vichy gehalten.

### Kontroverse um Glozel
Französische Archäologen standen Morlet's Bericht von 1925 sehr ablehnend gegenüber, da er von einem Hobbyarchäologen und einem Bauernjungen stammte. Morlet lud 1926 eine Reihe von Archäologen ein die Fundstelle zu besichtigen, darunter auch Salomon Reinach, den Kurator des Nationalmuseums von Saint-Germain-en-Laye, der drei Tage mit Ausgrabungen verbrachte. Reinach bestätigte danach die Authentizität der Fundstelle in einem Schreiben an die Académie des Inscriptions et Belles-Lettres. Auch der Prähistoriker Henri Breuil zeigte sich beeindruckt, nachdem er eigene Ausgrabungen vorgenommen hatte, doch später schrieb er dann, dass „alles gefälscht sei, außer den Steinzeugtongefäßen.“

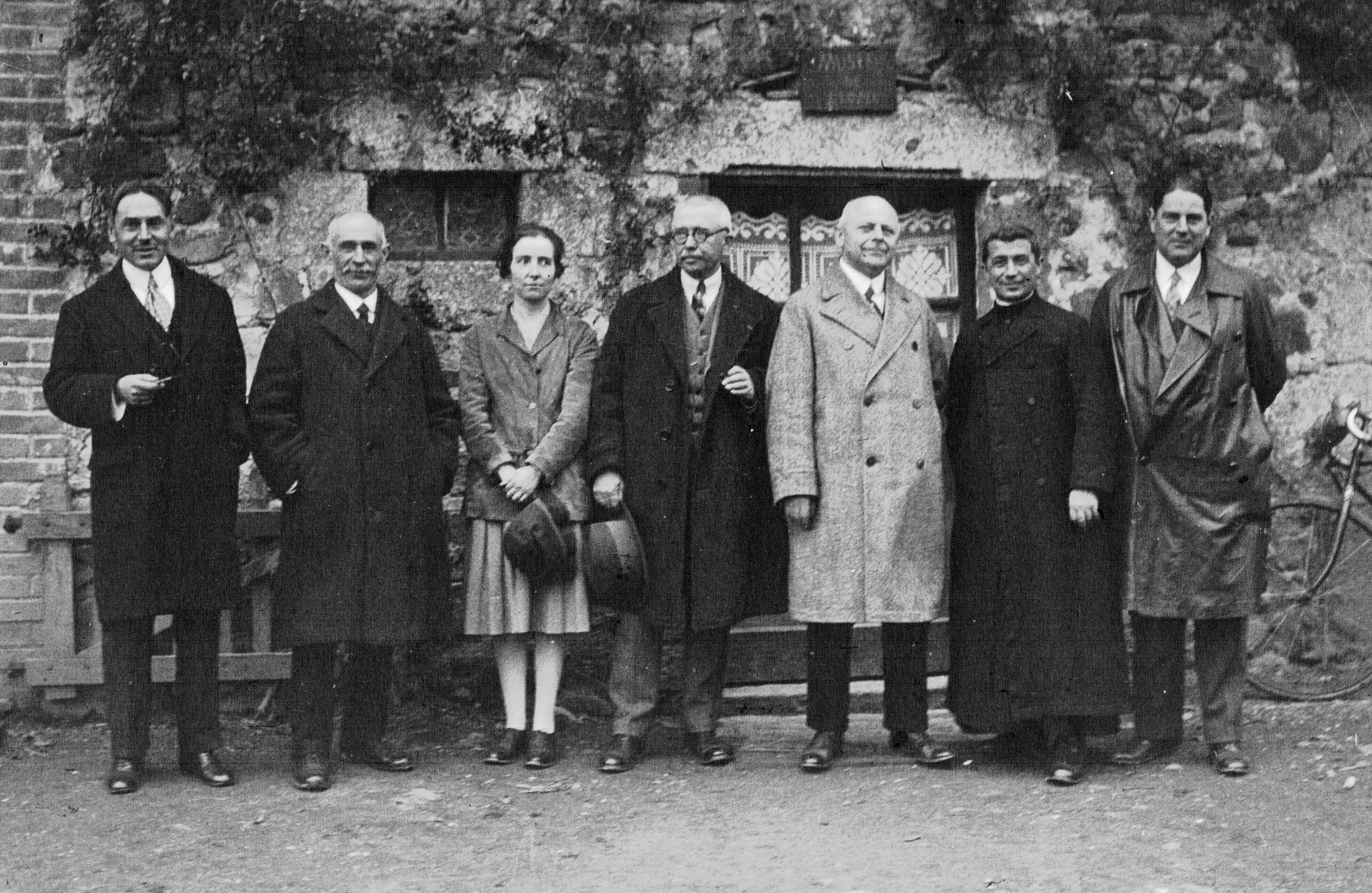
Kommission, November 1927: Antonin Morlet, Denis Peyrony, Dorothy Garrod, Joseph Hamal-Nandrin, Robert Forrer, P.-M. Favret und Pedro Bosch Gimpera.

Bei dem Treffen des International Institute of Anthropology in Amsterdam, welches im September 1927 stattfand, wurde Glozel zu Gegenstand einer hitzigen Kontroverse. Eine Kommission wurde beauftragt, weitere Erkundigungen durchzuführen. Sie traf am 5. November 1927 in Glozel ein und führte drei Tage lang Ausgrabungen durch. Obwohl Schaulustige später berichteten, dass von den Archäologen zahlreiche Funde gemacht worden waren, bezeichnete die Kommission in ihrem Bericht alles mit Ausnahme einiger Feuersteine und -äxte als Fälschung. René Dussaud der Kurator des Louvre und berühmter Epigraphe, beschuldigte Émile Fradin der Fälschung. Am 8. Januar 1928 verklagte Fradin ihn wegen Verleumdung.
Felix Regnault, Präsident der Französischen Prähistorischen Gesellschaft, besuchte Glozel am 24. Februar 1928. Nachdem er das kleine Museum bei der Fundstelle kurz besichtigt hatte, erstattete er Anzeige wegen Betruges. Am Tag danach erschien er in Geleit der Polizei, welche auf seine Anweisung hin das Museum durchsuchten, gläserne Ausstellungskästen zerstörten und Artefakte konfiszierten. Am 28. Februar 1928 wurde die Anklage gegen Dussaud wegen des anstehenden Anzeige Regnaults verschoben.
Ein von Morlet einberufene neue Gruppierung neutraler Archäologen, das sogenannte «Comité des études», begann erneut zu graben. Zwischen dem 12. und 14. April 1928 fanden sie weitere Artefakte und bestätigten die Authentizität der Fundstelle, welche sie als neolithisch einschätzten.
Gaston Edmond Bayle, Chef des Strafregisterbüros in Paris und von 1921 bis 1929 Leiter des Laboratoriums der Pariser Polizeipräfektur analysierte die beschlagnahmten Artefakte. Sein Bericht bezeichnet diese als Fälschungen, und am 4. Juni 1929 wurde Émile Fradin des Betruges angeklagt. Der Spruch gegen Fradin wurde in der Berufung im April 1931 schließlich aufgehoben. Die Verleumdungsklage gegen Dussaud wurde im März des folgenden Jahres verhandelt, er wurde wegen Verleumdung verurteilt.

### Datieren der Artefakte
In Glozel gefundenes Glas wurde in den 1920ern spektroskopisch datiert. Die Datierung wurde in den 1990ern im Slowpoke Reaktor der Universität von Toronto durch Neutronenaktivierungsanalyse wiederholt. Beide Analysen belegen den Entstehungszeitraum des Glases im Mittelalter. Alice und Sam Gerard haben zusammen mit Robert Liris 1995 zwei im Grab II gefundene Beinknochen mit der C14-Methode in der Universität von Arizona datiert, diese stammen aus dem 13. Jahrhundert.
Die 1974 vorgenommene Thermolumineszenzdatierung von Tongefäßen aus Glozel bestätigte, dass die Gefäße nicht erst kürzlich hergestellt worden waren. Ab 1979 begann man aufgrund von 39 TL Datierungen von 27 Artefakten, die Funde in drei Gruppen einzuteilen: die erste zwischen 300 v. Chr. und 300 (keltisch bzw. gallo-römisch), die zweite mittelalterlich (v.A um das 13. Jahrhundert) und die dritte gegenwärtig. TL Datierungen welche 1983 in Oxford durchgeführt wurden, ordnen die Artefakte dem Zeitraum zwischen dem 4. Jahrhundert und der mittelalterlichen Periode zu.
14C-Datierungen der Knochenfragmente legen deren Alter zwischen dem 13. und dem 20. Jahrhundert fest. Drei 14C-Datierungen die 1984 in Oxford durchgeführt wurden, datieren ein Stück Kohle auf das 11. bis 13. Jahrhundert und ein Stück eines Elfenbeinringes auf das 15. Jahrhundert. Ein menschlicher Femur wurde auf das 5. Jahrhundert datiert.

### Die Tontafeln von Glozel
Etwa 100 Tontafeln mit Inschriften wurden in Glozel insgesamt gefunden. Die Inschriften haben im Durchschnitt sechs bis sieben Zeilen, sind meist einseitig beschrieben und wurden bis heute nicht vollständig entziffert.
Die Symbole auf den Tafeln erinnern an das phönizische Alphabet, wurden aber noch nicht endgültig entschlüsselt. Es gab zahlreiche Ansprüche für die Entzifferung, einschließlich der Ermittlung der Sprache der Inschriften wie Baskisch, Chaldäisch, Eteokretisch, Türkisch, Iberisch, Lateinisch, Berberisch, Ligurisch, Phönizisch und Hebräisch.
Einige Archäologen datierten die Runensteine auf ein fantastisches Alter (ca. 8000 v. Chr.). Die Zeitangabe wurde daraufhin von Experten wie etwa Lois Capitan als plumpe Fälschung dargestellt, da um 8000 v. Chr. keine fundierte Zivilisation existiert haben könnte. Die Anordnung der Schriftzeichen lasse überdies nicht den Schluss zu, dass es sich hierbei tatsächlich um eine verschriftlichte Sprache handele, da keine Wort- oder Satzstrukturen erkennbar seien. Es wurden zwar Versuche unternommen, bei denen sich astronomische oder kultische Texte ergaben, jedoch sind die Ergebnisse bis heute stark umstritten. Der Streit um die Datierung und selbst um die Echtheit der Runensteine wurden mit den Jahren fortgesetzt. Als der Zweite Weltkrieg ausbrach, endete die Diskussion darüber abrupt und die Steine gerieten in Vergessenheit. Erst gegen Ende der 1970er Jahre kam die Diskussion um die Echtheit der Runen erneut auf. Die mittlerweile fortgeschrittene Technik machte es möglich, das Alter der beschrifteten Tontafeln genau zu ermitteln. Der älteste Fund (eine Knochenplatte), weist ein Alter von etwa 17.000 Jahren auf, andere Exemplare sind etwa 15.000 Jahre alt. Die Tontafeln hingegen entstanden wesentlich später (ab ca. 600 v. Chr.).
1982 schlug Hans-Rudolf Hitz vor, dass die Inschriften keltischen Ursprungs seien und datierte sie zwischen dem 3. Jahrhundert v. Chr. und dem 1. Jahrhundert. Er zählte 25 verschiedenen Zeichen mit etwa 60 Variationen und Ligaturen. Hitz Hypothese besagt, dass das benutzte Alphabet die lepontische Version der etruskischen Schrift sei, da einige Wörter aus dieser Sprache bekannt sind. Beispiele: Setu (Lepontisch Setu-pokios), Attec (Lepontisch Ati, Atecua), Uenit (Lepontisch Uenia), Tepu (Lepontisch Atepu). Hitz behauptet sogar die Entdeckung eines Toponyms für Glozel, nämlich nemu chlausei „beim heiligen Platz von Glozel“ (er vergleicht nemu dem keltischen nemeton). Jedoch geben die Runensteine von Glozel aufgrund ihrer willkürlich wirkenden Anordnung den Wissenschaftlern bis heute Rätsel auf.

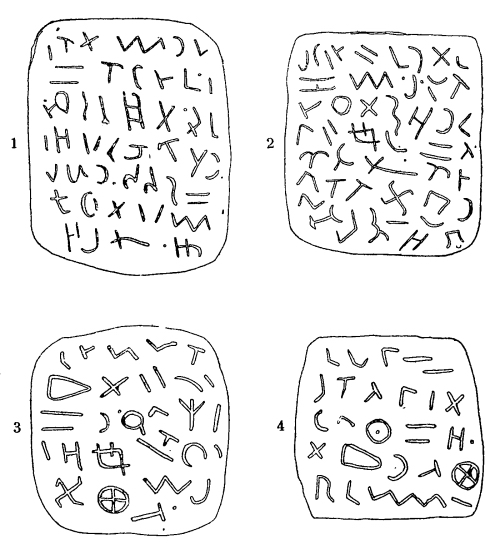
Tablettes avec signes
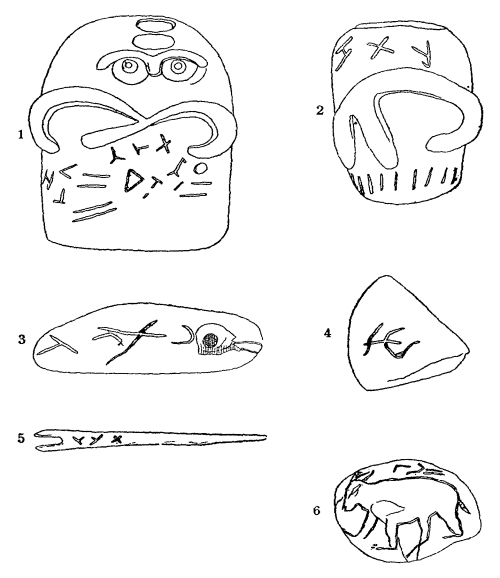
Objets avec signes et dessins
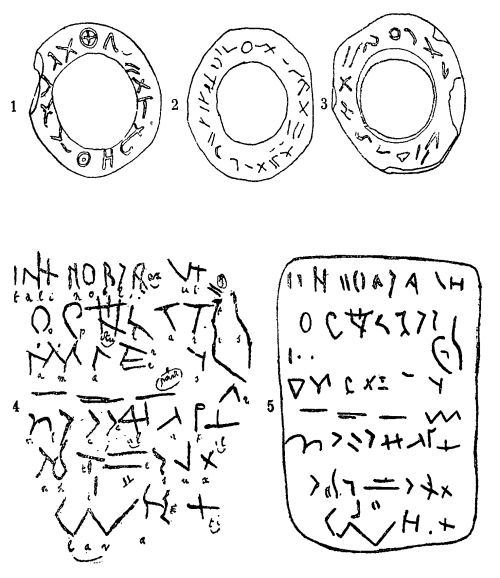
Bracelets en schiste avec signes et transcriptions de tablette
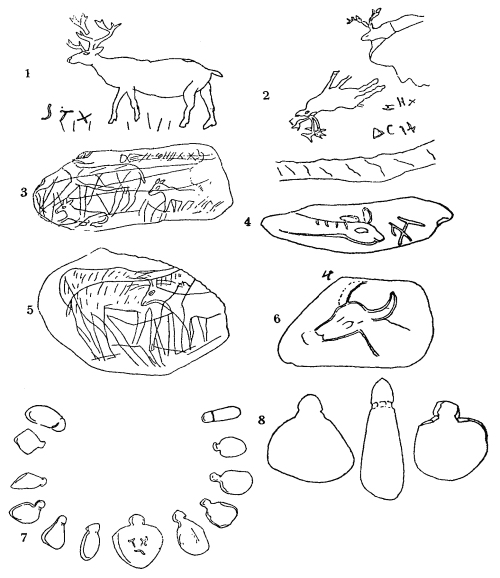
Objets en pierre avec dessins et signes

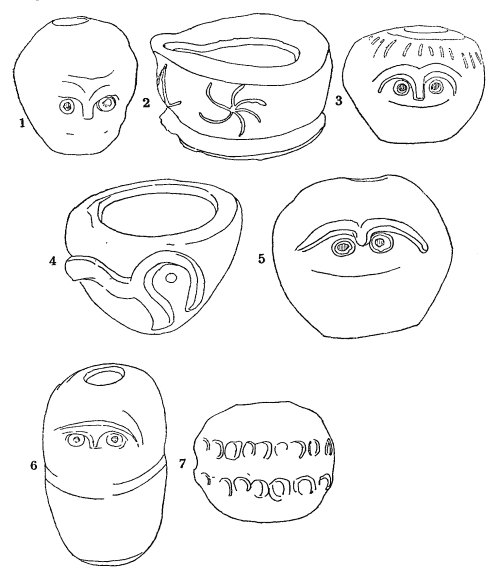
« Urnes » en céramique
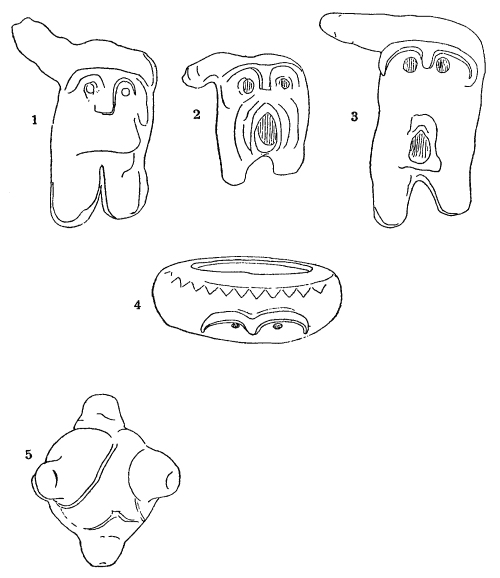
« Idoles sexuées », objet et « bobine » en céramique
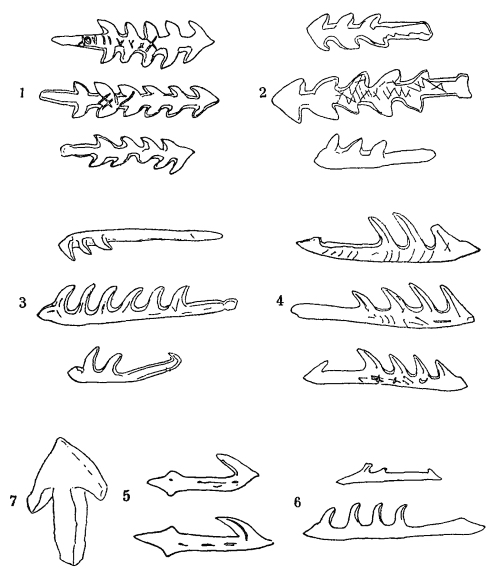
Harpons en os et « pointe de flèche » en schiste
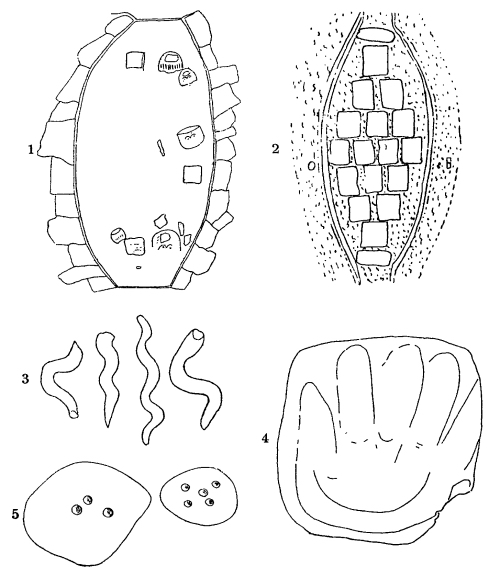
Relevé schématique de la tombe n° 1, reconstitution d'une tombe détruite, os courbes, empreinte de main et pierres à cupules